# Bobby Jones - Genio del golf
Bobby Jones - Genio del golf è un film del 2004 di Rowdy Herrington che racconta la storia del campione di golf statunitense Bobby Jones.

## Trama
Atlanta, Georgia, primi anni del Novecento. Robert Tyre "Bobby" Jones Jr. è un gracile bambino quando comincia a cimentarsi con lo sport del golf, all'East Lake Golf Club, e mostra un talento precoce. Nel 1916, a soli 14 anni partecipa allo U.S. Amateur Championship.
Mentre continua la sua brillante carriera sportiva, costantemente seguito dal giornalista dell'Atlanta Journal O.B. Keeler (Malcolm McDowell), si dedica con pari impegno allo studio, ottenendo addirittura due lauree, in ingegneria alla Georgia Tech e in letteratura a Harvard, sempre ben consapevole di non voler trasformare la propria passione in una professione. Nel frattempo, conosce e sposa Mary Malone (Claire Forlani).
Malgrado l'evidente talento, i suoi risultati sul campo non sono all'altezza delle aspettative a causa di una scarsa capacità di autocontrollo, esemplare in questo senso la sua prima esperienza sull'Old Course di St. Andrews, nell'Open Championship del 1921, in cui si ritira nel terzo giro.  Se Jones è il più forte degli amateurs, Walter Hagen (Jeremy Northam) lo è dei professionisti e i due si scontrano ripetutamente nelle competizioni Open. Mentre l'uno appare sempre tormentato, l'altro sembra godersi la vita al massimo delle possibilità.
Una volta dominati i propri nervi, Bobby Jones comincia a vincere e non si ferma più: nel 1923 vince il suo primo U.S. Open (ne seguono altri tre), nel 1926 è il primo a vincere nello stesso anno U.S. Open e British Open. Le gare ne minano il corpo e lo spirito e nel 1930, dopo aver ottenuto un risultato senza precedenti, vincendo nello stesso anno i quattro tornei maggiori, il British Open, l'U.S. Open, l'U.S. Amateur e il British Amateur, decide di ritirarsi dalle competizioni, a soli 28 anni e al culmine del successo.
Solo vent'anni più tardi scoprirà di essere affetto da una malattia alla spina dorsale la siringomielia, che era la causa dei suoi disturbi fisici.

## Produzione, Incassi e curiosità
- Il film è passato praticamente inosservato al box-office mondiale. Negli Stati Uniti l'incasso totale ha raggiunto poco meno di 2.700.000 dollari.
- L'attore protagonista Jim Caviezel aveva appena terminate le riprese in Italia de La passione di Cristo di Mel Gibson.
- Le riprese furoro eseguite dal 31 agosto al 23 ottobre 2003.
- In Italia il film non fu mai proiettato al cinema. Uscì direttamente in DVD nel gennaio 2005.
- Anche se non viene citato nei Credits del film, alla traduzione dei termini golfistici contribuì attivamente la community del forum di Nextgolf, regalando un'efficace e realistica precisione nel doppiaggio.